# 山口県道61号山口小郡秋穂線
山口県道61号山口小郡秋穂線（やまぐちけんどう61ごう やまぐちおごおりあいおせん）は、山口県山口市を通る県道（主要地方道）である。

## 概要
山口県山口市宮島町の旧市内から秋穂地区に向けて南北に結ぶ道路の一つ。
宮島町の新鰐石橋交点から平井の山口県道200号陶湯田線古曽交差点まではほぼ直線、そこから左折して陶湯田線との重用区間となり、山口大学吉田キャンパス前で右折、九田川（くでんがわ）沿いに中村女子高等学校（介護福祉専攻科・高等看護専攻科）、山口県立西京高等学校横を進む。九田川が椹野川と合流すると椹野川の左岸にほぼ沿うように進み、小郡を経て陶の丸尾沖交差点で右折、山口県道335号江崎陶線（旧国道2号・山口県道212号山口阿知須宇部線重用）・JR山陽本線をアンダークロスし国道2号小郡道路名田島ICを経て、名田島から南若川（なんじゃくがわ）に沿って南下、秋穂二島の惣在所交差点から山口県道25号宇部防府線との重用区間となり、同市秋穂東までを結ぶ。
小郡以北では、椹野川右岸を走る国道9号や山口県道204号宮野大歳線のバイパス的に利用されることがあるほか、山口大学付近で分岐する市道と合わせて小郡地区と大内地区を結ぶ最短ルートを構成する。全線片側1車線で整備されているが、沿線に大学・高校が複数点在する上、平川地区がベッドタウンとして急速に開発が進み、道路沿いにフジグラン山口・ハイパーモールメルクス山口といったGMSやヤマダデンキテックランド山口本店・山口中央店・エディオン山口本店といった家電量販店など、ロードサイド店舗が次々と出店したこともあり、特に小郡以北での慢性的な渋滞が激しい。

### 路線データ
- 起点：山口市宮島町（新鰐石橋交差点、山口県道21号山口防府線交点）
- 終点：山口市秋穂東（山口県道25号宇部防府線上）

## 歴史
- 1993年（平成5年）5月11日 - 建設省から、県道山口小郡秋穂線が山口小郡秋穂線として主要地方道に指定される[1]。

## 路線状況

### 重複区間
- 山口県道501号山口秋吉台公園自転車道線（山口市宮島町 - 山口市平井）
- 山口県道200号陶湯田線（山口市平井・古曽交差点 - 山口市黒川・平野交差点）
- 山口県道25号宇部防府線（山口市秋穂二島・惣在所交差点 - 山口市秋穂東）

### 道路施設

#### 橋梁
- 平川大橋（仁保川）

## 地理

### 通過する自治体
- 山口市

### 交差する道路
| 交差する道路                                                                                           | 交差する場所               | 交差する場所                 |
| --- | -------------------------- | ---------------------------- |
| 山口県道21号山口防府線 山口県道194号山口秋穂線 重複 山口県道501号山口秋吉台公園自転車道線 重複区間起点 | 宮島町                     | 新鰐石橋交差点 / 起点        |
| 山口県道502号山口防府小郡自転車道線                                                                    | 宮島町                     |                              |
| 山口県道501号山口秋吉台公園自転車道線 重複区間終点                                                     | 平井                       |                              |
| 山口県道200号陶湯田線 重複区間起点                                                                     | 平井                       | 古曽交差点                   |
| 山口県道200号陶湯田線 重複区間終点                                                                     | 黒川                       | 平野交差点                   |
| 山口県道212号山口阿知須宇部線                                                                          | 陶                         | 丸尾沖交差点                 |
| 山口県道502号山口防府小郡自転車道線 重複区間起点                                                       | 名田島                     |                              |
| 国道2号 / E2 小郡道路                                                                                  | 名田島                     | 名田島交差点 名田島IC        |
| 山口県道502号山口防府小郡自転車道線 重複区間終点                                                       | 名田島                     |                              |
| 山口県道199号開作上嘉川停車場線                                                                        | 名田島                     |                              |
| 山口県道25号宇部防府線 重複区間起点 山口県道338号大海秋穂二島線                                        | 秋穂二島（あいおふたじま） | 惣在所（そうざいしょ）交差点 |
| 山口県道25号宇部防府線 重複区間終点 山口県道194号山口秋穂線                                            | 秋穂東（あいおひがし）     | 終点                         |

### 交差する鉄道
- 山陽本線

### 沿線
- 山口県立山口中央高等学校
- 山口大学 吉田キャンパス
- E2A 中国自動車道 32-1 湯田温泉SIC[注釈 1]
- 山口平川郵便局
- 平川地域交流センター
- 山口県立西京高等学校
- 山口南総合センター
- 山口市立二島小学校
- 二島郵便局